# Sha (Sanming)

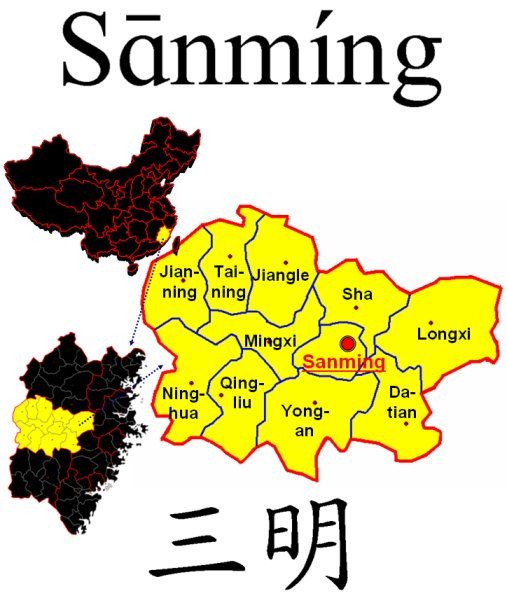
Kreisebene der Stadt Sanming

Sha (chinesisch 沙县, Pinyin Shā Xiàn) ist ein chinesischer Kreis der bezirksfreien Stadt Sanming in der Provinz Fujian. Er hat eine Fläche von 1.799 km² und zählt 250.503 Einwohner (Stand: 2020). Verwaltungssitz ist das Straßenviertel Fenggang (凤岗街道);

## Administrative Gliederung
Auf Gemeindeebene setzt sich der Kreis aus zwei Straßenvierteln, sechs Großgemeinden und vier Gemeinden zusammen. Diese sind:
- Straßenviertel Fenggang 凤岗街道
- Straßenviertel Qiujiang 虬江街道

- Großgemeinde Qingzhou 青州镇
- Großgemeinde Xiamao 夏茂镇
- Großgemeinde Gaosha 高砂镇
- Großgemeinde Gaoqiao 高桥镇
- Großgemeinde Fukou 富口镇
- Großgemeinde Daluo 大洛镇

- Gemeinde Nanxia 南霞乡
- Gemeinde Nanyang 南阳乡
- Gemeinde Zhenghu 郑湖乡
- Gemeinde Huyuan 湖源乡